# 約翰·克勞利
約翰·克勞利（英語：John Crowley，1969年8月19日—）是一名爱尔兰戏剧和影视导演，主要作品有2003年电影《玩命911》和2015年电影《布鲁克林》。他是设计师鮑伯·克勞利的弟弟。

## 生平
他取得科克大學學院的英语学士学位（1990年）和哲学硕士学位（1992年）。

## 影视作品
- 《Come and Go（英语：Beckett on Film#Come and Go）》（2002）
- 《玩命911（英语：Intermission (film)）》（2003）
- 《慶祝活動（英语：Celebration (play)）》（2007，電視電影）
- 《心靈鐵窗》（2007）
- 《有人在嗎？（英语：Is Anybody There?）》（2008）
- 《全面鎖定（英语：Closed Circuit (2013 film)）》（2013）
- 《愛在他鄉》（2015）
- 《刑警雙雄》（2015）（電視劇）[3]
- 《金翅雀》（2019）

## 奖项
戏剧导演
- 2005 – 第59届托尼奖最佳戏剧导演提名：《The Pillowman（英语：The Pillowman）》, by Martin McDonagh

电影导演
- 2016 – 英国电影学院奖最佳英国电影：《布鲁克林》
- 2004 – 英国独立电影奖Douglas Hickox（英语：Douglas Hickox）奖：《玩命911》[4]
- 2003 – Galway Film Fleadh（英语：Galway Film Fleadh）最佳电影处女作观众奖：《玩命911》[5]
- 2003 – IFTA Award（英语：Irish Film & Television Academy）最佳爱尔兰导演、最佳影片：《Intermission》[6]